# Meus Prêmios Nick 2013
O Meus Prêmios Nick 2013 foi a 14ª edição da premiação Meus Prêmios Nick. Aconteceu no dia 17 de outubro, em São Paulo, sendo transmitida no dia 19 pela Nickelodeon as 20hrs.

## Vencedores e indicados[3]

### Programa de TV Favorito
| Indicado            | Resultado | País           |
| ------------------- | --------- | -------------- |
| iCarly              | Venceu    | Estados Unidos |
| Big Time Rush       | Indicado  | Estados Unidos |
| Boa Sorte, Charlie! | Indicado  | Estados Unidos |
| Violetta            | Indicado  | Argentina      |

### Atriz Favorita
| Indicado           | Programa    | Resultado | País   |
| ------------------ | ----------- | --------- | ------ |
| Giovanna Antonelli | Salve Jorge | Venceu    | Brasil |
| Isabelle Drummond  | Sangue Bom  | Indicado  | Brasil |
| Paulina Goto       | Miss XV     | Indicado  | México |
| Tatá Werneck       | Amor à Vida | Indicado  | Brasil |

### Ator Favorito
| Indicado             | Programa         | Resultado | País     |
| -------------------- | ---------------- | --------- | -------- |
| Mateus Solano        | Amor a Vida      | Venceu    | Brasil   |
| Andrés Mercado       | Grachi           | Indicado  | Colômbia |
| Marco Pigossi        | Sangue Bom       | Indicado  | Brasil   |
| Reynaldo Gianecchini | Guerra dos Sexos | Indicado  | Brasil   |

### Personagem de TV Favorito
| Indicado                  | Programa    | Resultado | País           |
| ------------------------- | ----------- | --------- | -------------- |
| Carly (Miranda Cosgrove)  | i Carly     | Venceu    | Estados Unidos |
| Helô (Giovanna Antonelli) | Salve Jorge | Indicado  | Brasil         |
| Sam (Jennette McCurdy)    | i Carly     | Indicado  | Estados Unidos |
| Valdirene (Tatá Werneck)  | Amor à Vida | Indicado  | Brasil         |

### Apresentador de TV
| Indicado       | Resultado | País   |
| -------------- | --------- | ------ |
| Chay Suede     | Venceu    | Brasil |
| Danilo Gentili | Indicado  | Brasil |
| Marcos Mion    | Indicado  | Brasil |
| Rodrigo Faro   | Indicado  | Brasil |

### Desenho Favorito
| Indicado         | Resultado | País           |
| ---------------- | --------- | -------------- |
| Bob Esponja      | Venceu    | Estados Unidos |
| Hora de Aventura | Indicado  | Estados Unidos |
| Phineas e Ferb   | Indicado  | Estados Unidos |
| Winx Club        | Indicado  | Itália         |

### Artista Internacional Favorito
| Indicado      | Resultado | País           |
| ------------- | --------- | -------------- |
| Demi Lovato   | Venceu    | Estados Unidos |
| Justin Bieber | Indicado  | Canadá         |
| One Direction | Indicado  | Reino Unido    |
| Selena Gomez  | Indicado  | Estados Unidos |

### Cantora Favorita
| Indicado       | Resultado | País   |
| -------------- | --------- | ------ |
| Claudia Leitte | Venceu    | Brasil |
| Anitta         | Indicado  | Brasil |
| Manu Gavassi   | Indicado  | Brasil |
| Pitty          | Indicado  | Brasil |

### Cantor Favorito
| Indicado      | Resultado | País   |
| ------------- | --------- | ------ |
| Luan Santana  | Venceu    | Brasil |
| Di Ferrero    | Indicado  | Brasil |
| Gusttavo Lima | Indicado  | Brasil |
| Thiaguinho    | Indicado  | Brasil |

### Banda Favorita
| Indicado | Resultado | País   |
| -------- | --------- | ------ |
| Restart  | Venceu    | Brasil |
| CW7      | Indicado  | Brasil |
| NX Zero  | Indicado  | Brasil |
| Pitty    | Indicado  | Brasil |

### Música do Ano
| Indicado             | Artista          | Resultado | País   |
| -------------------- | ---------------- | --------- | ------ |
| "Vagalumes"          | Pollo            | Venceu    | Brasil |
| "Clichê Adolescente" | Manu Gavassi     | Indicado  | Brasil |
| "Meu Novo Mundo"     | Charlie Brown Jr | Indicado  | Brasil |
| "My Favorite Girl"   | P9               | Indicado  | Brasil |

### Revelação Musical
| Indicado        | Resultado | País   |
| --------------- | --------- | ------ |
| P9              | Venceu    | Brasil |
| Anitta          | Indicado  | Brasil |
| Larissa Manoela | Indicado  | Brasil |
| Pollo           | Indicado  | Brasil |

### Filme do Ano
| Indicado              | Resultado | País           |
| --------------------- | --------- | -------------- |
| Universidade Monstros | Venceu    | Estados Unidos |
| Detona Ralph          | Indicado  | Estados Unidos |
| Homem de Ferro 3      | Indicado  | Estados Unidos |
| Valente               | Indicado  | Estados Unidos |

### Gato do Ano
| Indicado       | Resultado | País    |
| -------------- | --------- | ------- |
| Danilo Carrera | Venceu    | Equador |
| Caio Castro    | Indicado  | Brasil  |
| Chay Suede     | Indicado  | Brasil  |
| Fiuk           | Indicado  | Brasil  |

### Gata do Ano
| Indicado           | Resultado | País   |
| ------------------ | --------- | ------ |
| Marina Ruy Barbosa | Venceu    | Brasil |
| Bruna Marquezine   | Indicado  | Brasil |
| Ísis Valverde      | Indicado  | Brasil |
| Natasha Dupeyrón   | Indicado  | México |

### Humorista Favorito
| Indicado           | Resultado | País   |
| ------------------ | --------- | ------ |
| Tatá Werneck       | Venceu    | Brasil |
| Eduardo Sterblitch | Indicado  | Brasil |
| Fábio Porchat      | Indicado  | Brasil |
| Paulo Gustavo      | Indicado  | Brasil |

### Tuiteiro Favorito
| Indicado                               | Resultado | País   |
| -------------------------------------- | --------- | ------ |
| Sophia Abrahão (@sophiaabrahao)        | Venceu    | Brasil |
| Chay Suede (@ChayLeao)                 | Indicado  | Brasil |
| Marco Antonio (@MAntonio98)            | Indicado  | Brasil |
| Giovanna Lancellotti (@_gilancellotti) | Indicado  | Brasil |

### Game Favorito
| Indicado              | Resultado | País           |
| --------------------- | --------- | -------------- |
| Just Dance 4          | Venceu    | Estados Unidos |
| Angry Birds Star Wars | Indicado  | Estados Unidos |
| Candy Crush Saga      | Indicado  | Estados Unidos |
| Plants Vs Zombies     | Indicado  | Estados Unidos |